# Etravirin
Etravirin (ETV, Handelsname: Intelence®; Hersteller: Tibotec) ist ein Arzneistoff zur Behandlung HIV-infizierter Patienten im Rahmen einer HIV-Kombinationstherapie.
Etravirin gehört zur Substanzklasse der nichtnukleosidischen Reverse-Transkriptase-Inhibitoren (NNRTI).

## Geschichte
Intelence in Kombination mit anderen antiretroviralen Arzneimitteln wurde für die Therapie von Infektionen mit HIV-1 bei bereits vergeblich behandelten Patienten in den USA im Januar 2008 und in der Europäischen Union im August 2008 zugelassen.

## Pharmakologie
Etravirin gehört zur Substanzklasse der nichtnukleosidischen Reverse-Transkriptase-Inhibitoren (NNRTI). Der Wirkstoff bindet nicht-kompetitiv an die Reverse Transkriptase von HIV-I, nahe der Substratbindungsstelle für Nukleoside. Dadurch wird die katalytisch aktive Bindungsstelle blockiert. Es können nur wenige Nukleoside binden und die Polymerisation wird deutlich verlangsamt.

## Nebenwirkungen
Im Allgemeinen wird Etravirin gut vertragen, allerdings traten in einigen Studien die für NNRTIs typischen Nebenwirkungen Schwindel und Hautausschlag auf. Die Nebenwirkungen führten aber selten zum Therapieabbruch.
Mitte 2009 gab der Hersteller bekannt, dass es zu einem Todesfall infolge eines Lyell-Syndroms sowie zu Überempfindlichkeitsreaktionen kombiniert mit Leberversagen kam.

## Resistenzen
Gegenüber anderen NNRTIs hat Etravirin den Vorteil, dass es, neben einer sehr guten Wirkung gegen den Wildtyp, auch noch gegen die meisten NNRTI-resistenten Stämme gut wirksam ist. In Phase I/II Studien zeigte Etravirin seine hohe Potenz bei der Absenkung der Viruslast.